# Francisco Medina (actor venezolano)
Francisco Medina (nacido el 12 de marzo, en Caracas, Venezuela ) es un actor de teatro y televisión y modelo venezolano.

## Carrera
Empezó su carrera participando en diversas campañas de modelaje, para luego incursionar en la actuación en telenovelas como Que el cielo me explique producida por la cadena venezolana RCTV en 2010 y transmitida por Televen en 2011, en ese mismo año obtiene un papel en la primera producción de la cadena de televisión por suscripción Boomerang Latinoamérica, en donde interpreta a Richi en la serie La Banda.
Actualmente está trabajando en el programa matutino Un nuevo día de la cadena estadounidense Telemundo, en una sección dedicada a cómo tener un cuerpo moldeado y tonificado donde explica rutinas de ejercicios y de dietas saludables.

## Telenovelas
2005 Con toda el alma

| Telenovelas/Series | Telenovelas/Series       | Telenovelas/Series    | Telenovelas/Series      |
| Año                | Telenovela/Serie         | Personaje             | Cadena De Televisión    |
| ------------------ | ------------------------ | --------------------- | ----------------------- |
| 22011              | Que el cielo me explique | Francisco             | Televen                 |
| 2011               | La Banda                 | Ricardo (Richi)       | Boomerang Latinoamérica |
| 2013               | De todas maneras Rosa    | Manuel "Manu" Delgado | Venevisión              |
| 2015               | Escándalos               | Lorenzo Pascal        | Televen                 |
| 2016-2017          | Silvana sin Lana         | Mauro                 | Telemundo               |

## Obras de Teatro
- Chicos de compañía (2011, Teatro Bar, Caracas)